# Ficción detectivesca
La ficción detectivesca o ficción con detectives es un subgénero de la novela negra y de la ficción de misterio y de suspense, en el que un investigador (muy a menudo un detective, ya sea profesional o amateur, ya sea o no integrante de las fuerzas oficiales) investiga un determinado crimen, a menudo un asesinato.
Private eye es sinónimo de detective privado o investigador privado y, como concepto, se opone al de investigador-policía; esta expresión en inglés debe su origen a private investigator, donde la palabra investigator es remplazada por la inicial “i”, la que a su vez de leerse resulta fonéticamente similar a la palabra eye (ojo). El concepto que tiene cierto uso en literatura, y especialmente en relación con la novela negra y a la ficción detectivesca, se refiere a una persona que investiga misterios y delitos, y que analiza situaciones complejas. Los primeros antecedentes del uso de private eye como sinónimo de detective privado aparecen en las series Penny dreadful.

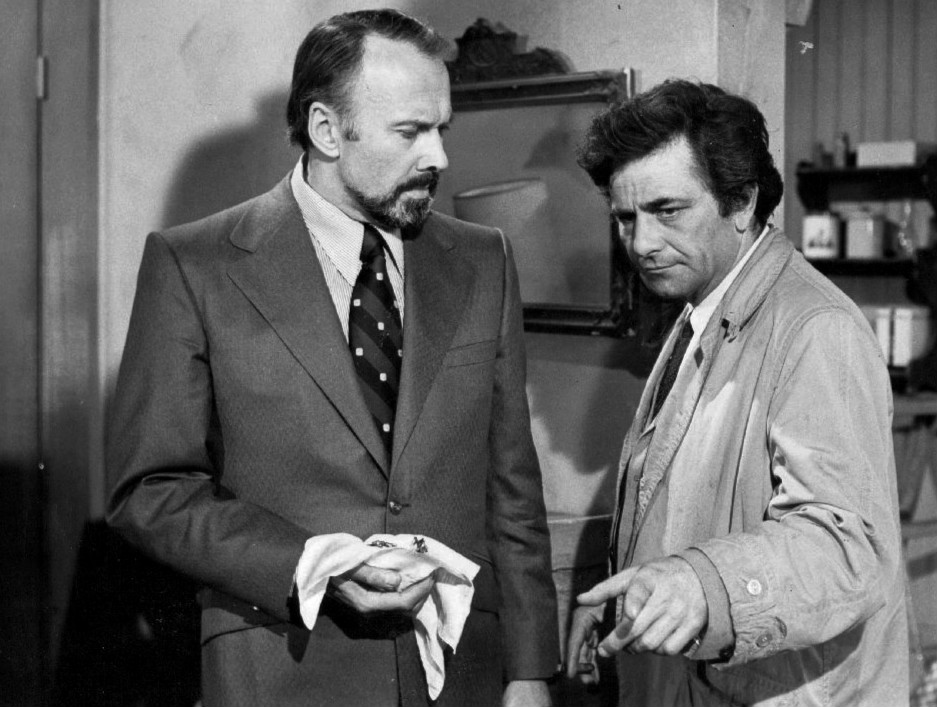
Peter Falk (derecha) como Teniente Columbo (1974).

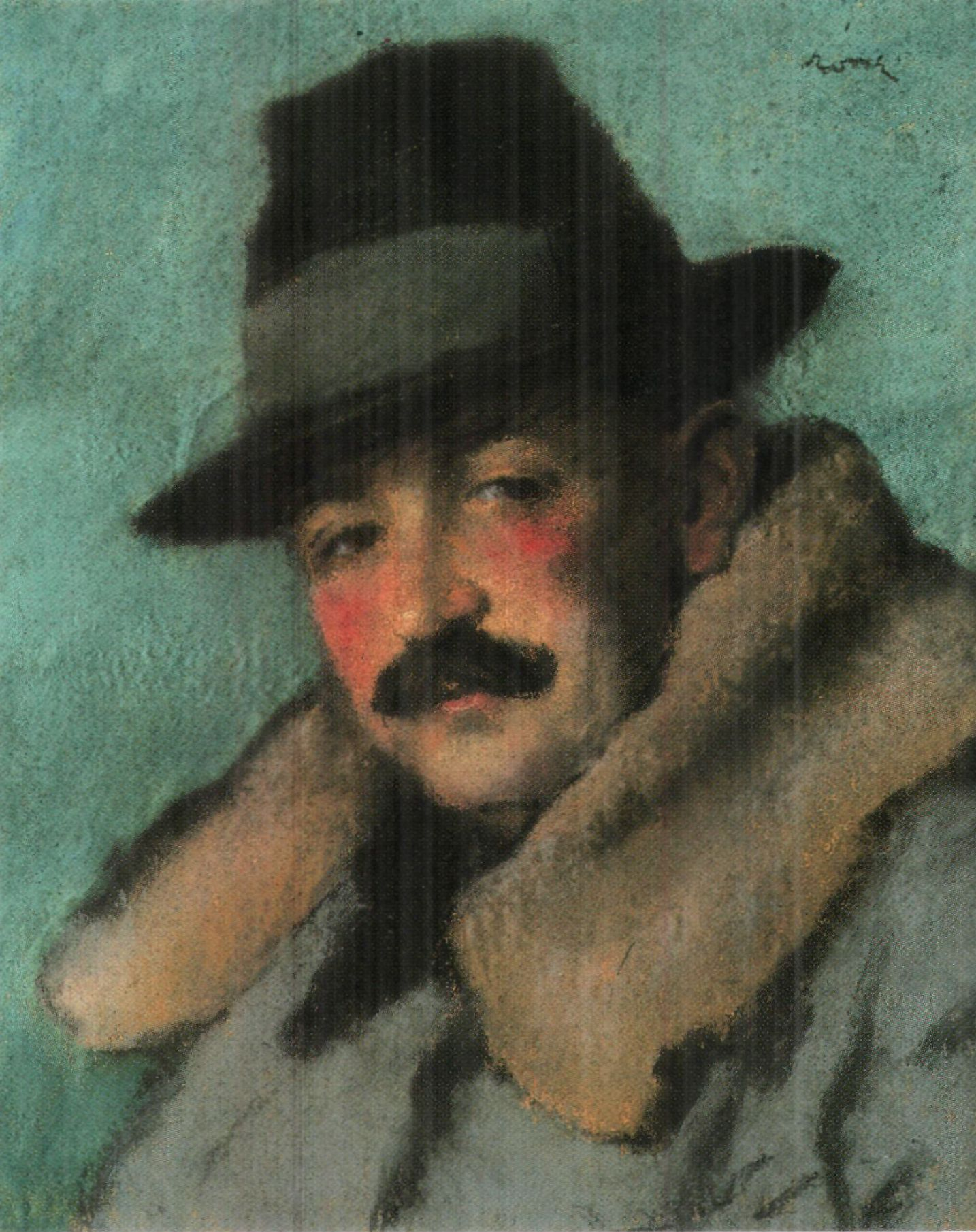
El detective, obra de 1923 del pintor húngaro József Rippl-Rónai.

## Inicios de la novela policíaca

### En la literatura antigua
Algunos estudiosos han sugerido que ciertos textos antiguos y religiosos tienen similitudes con lo que más tarde se llamaría la ficción detectivesca o la literatura de misterio y suspense. En el Antiguo Testamento, la historia de Susana y los ancianos (Daniel 13, en la biblia protestante, esta historia se encuentra entre los apócrifos), está relatada por dos testigos mientras Daniel les interroga. Julian Symons respondió a los escritores y entendidos que ven este tipo de pasajes como un embrión de novela policíaca, argumentando que "los que buscan fragmentos e indicios de este género en la Biblia o en las obras de Herodotus, sólo buscan piezas de un rompecabezas sin una visión de conjunto", y estas piezas desconexas no forman verdaderas historias policíacas.
Pero ese enfoque no es compartido por todos los estudiosos. Por ejemplo, en la obra Edipo rey (hacia el 430 a. C.) del dramaturgo griego Sófocles, el protagonista descubre la verdad sobre sus orígenes después de interrogar a varios testigos. Y aunque la investigación de Edipo está centralmente basada en métodos sobrenaturales o mágicos (los métodos pre-racionales están presentes en la mayor parte de las historias de crímenes, hasta el desarrollo del pensamiento racional en los siglos XVII y XVIII), esta narrativa tiene "todas las principales características y los elementos formales de la novela policíaca, incluyendo un misterio que rodea a un asesinato, así como un círculo cerrado de sospechosos, y el descubrimiento gradual de un pasado ocultado".

### La ficción detectivesca en el mundo árabe
Un primer ejemplo conocido referente a una historia de investigación policial (o investigación de misterios y de verdades ocultas), fue Las tres manzanas, uno de los cuentos narrados por Scheherezade en la recopilación de cuentos árabes conocida como Las mil y una noches.
En ese cuento, un pescador descubre un cajón pesado y cerrado en el río Tigris, y lo vende al Abbasid el Califa, Harún al-Rashid, quien entonces se lleva el cajón al palacio, pero al abrirlo encuentra dentro el cadáver de una joven que fue cortado en pedazos. Harún ordena a su visir, Ja'far ibn Yahya, solucionar el crimen y encontrar al asesino dentro de los próximos tres días, amenazándole con ejecutarlo si falla en su misión. Aquí el suspenso es generado por múltiples cambios en la línea argumental, a medida que la historia progresa. Esta historia, por su esquema claro y simple, bien puede ser considerada como un arquetipo de las narraciones de ficción policíaca, a pesar de que allí no interviene ningún detective en el sentido moderno de este concepto.
La principal diferencia entre Yafar en Las tres manzanas y los detectives de ficción que en la literatura surgen más adelante, como por ejemplo Sherlock Holmes o Hércules Poirot, sin embargo, es que Yafar no tiene ningún deseo real de resolver el caso. Esta antigua historia policíaca y de misterio se resolvió cuando el asesino confiesa su crimen, pero lo que a su vez empuja la acción a encontrar al culpable indirecto de la situación, que fue quien con su deshonestidad en realidad instigó o provocó el asesinato. De nuevo Yafar no sabe qué hacer frente a la nueva situación y al nuevo pedido, pero debido a un descubrimiento casual finalmente se las arregla para resolver completamente el caso y aclarar todas las circunstancias que rodearon al mismo, en orden a evitar su propia ejecución.

### La ficción detectivesca en China
Otras obras complementarias:
Las historias Gong An （公案小说, literalmente："registros de casos en un tribunal de derecho público"） se corresponden con el género literario de ficción china policíaca más antiguo del que se tenga noticia.
Algunas de estas historias incluyen el Círculo Chalk (Chinese:灰闌記) en la Dinastía Yuan, la colección de historias Bao Gong An (Chinese:包公案) de la Dinastía Ming, así como la colección de historias Di Gong An (Chinese:狄公案) del siglo XVIII. Estas últimas fueron traducidas al inglés bajo el título Celebrated Cases of Judge Dee (en español Casos famosos del Juez Dee), trabajo que estuvo a cargo del sinólogo holandés Robert van Gulik, quien hábilmente combinó perfiles de personajes y estilo, logrando una muy original visión sobre el citado Juez Dee.
El detective/héroe de estas historias es típicamente un juez tradicional o funcionario similar, basado en personajes históricos como el Juez Bao (Bao Qingtian) o el Juez Dee (Di Renjie). Aunque estas personalidades históricas puedan haber vivido en un período más temprano (en la Dinastía Song o en la Dinastía Tang), la mayor parte de estas narraciones fueron escritas durante la Dinastía Ming (o durante la Dinastía Qing).
Estas narraciones/historias se diferencian de las de la tradición occidental en varios aspectos, como bien lo señala van Gulik:
- El detective es el magistrado local, que por lo general está implicado en varios casos simultáneamente;
- El criminal es presentado en el principio mismo de la historia, y su crimen y también los respectivos motivos son explicados con cuidado y detalle, así constituyendo una novela policíaca invertida o novela negra invertida[14][15][16] más bien que un "rompecabezas"; el interés radica en la historia misma, la que puede servir de apoyo didáctico o para argumentaciones ético-filosóficas, y no tanto en el suspense generado por una presentación inteligente y rebuscada;
- En las historias usualmente se presenta algún elemento sobrenatural, con fantasmas que informan a la gente sobre una muerte, y aún acusando o identificando al criminal que cometió el delito, o informando sobre ciertas circunstancias relativas a los hechos;
- Las narraciones contienen frecuentes digresiones filosóficas y éticas así como textos completos de documentos oficiales, y aún muchas otras cosas, generando así una historia larga y en cierto sentido didáctica o referencial, del tamaño de lo que hoy día asimilamos a un libro;
- Estos casos documentados presentan un gran número de personajes, los que incluso en ciertas narraciones (capítulos) podrían contarse en cientos, y todo descrito en cuanto a las relaciones de ellos con varios actores principales en la historia.

Robert van Gulik escogió "Di Gong An" para traducir, porque presentaba ciertas características más cercanas a la tradición occidental, lo que probablemente generaría narrativas más amigables con el lector no chino.
Un hecho notable es que cierto número de las historias originales Gong An, puede que se hayan perdido o destruido en el período de la inquisición literaria china, o durante las sucesivas guerras. Por tanto, solamente pudieron ser hallados un pequeño número de los correspondientes volúmenes, algunos de ellos incompletos, y frecuentemente rescatados de las librerías de segunda mano de Tokio, en Japón.

### La ficción detectivesca en el mundo occidental

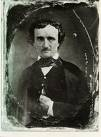
Daguerreotipo (procedimiento fotográfico) de Edgar Allan Poe

Uno de los ejemplos más tempranos de ficción detectivesca bastante bien definida es Zadig o La destinada (historia oriental), de Voltaire (1748).
Das Fräulein von Scuderi, una historia corta de 1819 escrita por Ernst Theodor Amadeus Hoffmann, en la cual Mlle Scudery establece la inocencia del sospechoso favorito de la policía en el asesinato de un joyero, a veces también es citada como un antecedente a tener en cuenta, y también como una referencia que inspiró a Edgar Allan Poe cuando escribió The Murders in the Rue Morgue.

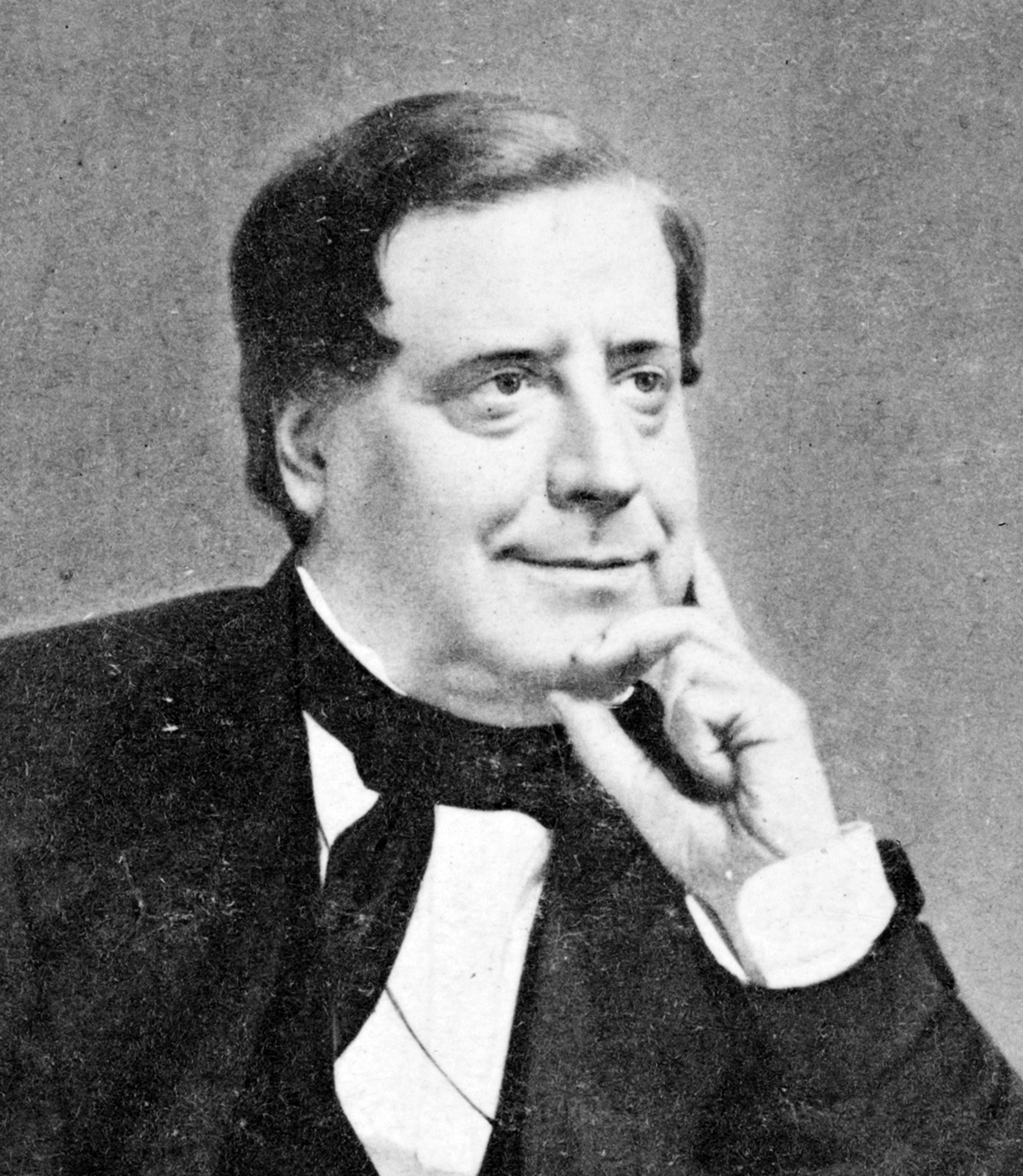
William Evans Burton en los años 1850-1860

Como otra posible influencia sobre Edgar Poe en relación con la ficción policial, también se ha sugerido The Secret Cell (en español La célula secreta), cuento publicado en septiembre de 1837 y escrito por William Evans Burton, donde se presenta a un policía londinense resolviendo el misterio del secuestro de una muchacha. El detective ficticio creado por Burton, confía en métodos prácticos - tenacidad y constancia, conocimiento del hampa, eficacia de la vigilancia discreta, búsqueda sistemática de indicios por descuido olvidados por el delincuente —mucho más que en el brillante poder deductivo y de observación de quienes rodean la investigación—. Y esta posibilidad de que Poe en algún sentido se haya inspirado en este cuento, está bien avalada por la circunstancia de que el propio Poe trabajó para Burton en 1839.
No obstante lo señalado, por lo general los entendidos y los críticos literarios opinan que la verdadera ficción detectivesca comienza en el mundo de habla inglesa en 1841, con la publicación del ya citado escrito Los crímenes de la rue Morgue, en donde se presenta el primer detective ficticio con perfil muy bien definido, excéntrico, lógico, brillante, con buena cultura general, C. Auguste Dupin; allí, Edgar Allan Poe inventó una fórmula para la trama que luego fue reiterada por muchos otros escritores con gran suceso, por cierto con mayores o menores variantes o innovaciones, y con una impronta muy parecida o algo más alejada de la que en su momento fue adoptada por el citado autor estadounidense.
Luego Poe continuó escribiendo cuentos donde intervenía el personaje de Auguste Dupin: The Mystery of Marie Rogêt (El misterio de Marie Rogêt) en el año 1843, The Purloined Letter (La carta sustraída) en 1845.
Corresponde recordar que Poe se refirió a estas historias como "Cuentos de raciocinio". En ese tipo de narraciones, la preocupación primaria del argumento se centra en averiguar la verdad, y el medio habitual de obtenerla, generalmente es un proceso complejo y misterioso que combina intuición, lógica, astucia, e inferencia perspicaz: "Early detective stories tended to follow an investigating protagonist from the first scene to the last, making the unraveling a practical rather than emotional matter" ("Las primeras historias policíacas se orientaron a seguir al investigador-protagonista desde la primera escena hasta la última, construyendo una trama creíble y realista, tanto desde el punto de vista práctico como en materia emocional y humana").
The Mystery of Marie Rogêt (El Misterio de Marie Rogêt, 1842-1843) es particularmente interesante, porque presenta una descripción apenas novelada, sustentada en la teoría de Poe relativa a lo que realmente ocurrió en la verdadera vida de Mary Cecilia Rogers.
Por su parte, Émile Gaboriau fue un pionero del género de la ficción detectivesca en Francia. En Monsieur Lecoq (1868) por ejemplo, el personaje principal es experto en disfraces, por cierto una característica con frecuencia importante para los detectives.
Se considera que la obra de Émile Gaboriau contiene el primer ejemplo de un detective que minuciosamente examina la escena del crimen, para allí descubrir pistas.

#### El caso de Dickens

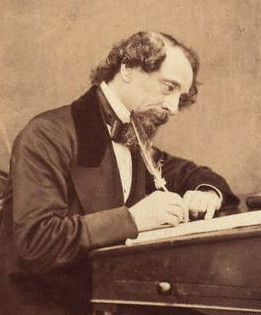
Charles Dickens en 1858

Otro ejemplo temprano de una novela policíaca (whodunit) es la obra Casa desolada escrita por Charles Dickens en 1853. El intrigante abogado Tulkinghorn es asesinado en su oficina a altas horas de la noche, y el crimen es investigado por el Inspector Bucket de la Policía Metropolitana. Numerosos personajes aparecen en la escalera que conduce a la oficina de Tulkinghorn esa noche, algunos de ellos disfrazados, y Bucket debe investigarlos así como los misterios que se plantean, a efectos de poder identificar al asesino. Fue también el primer escritor en utilizar la palabra 'detective' en sus novelas.

#### El caso de Wilkie Collins

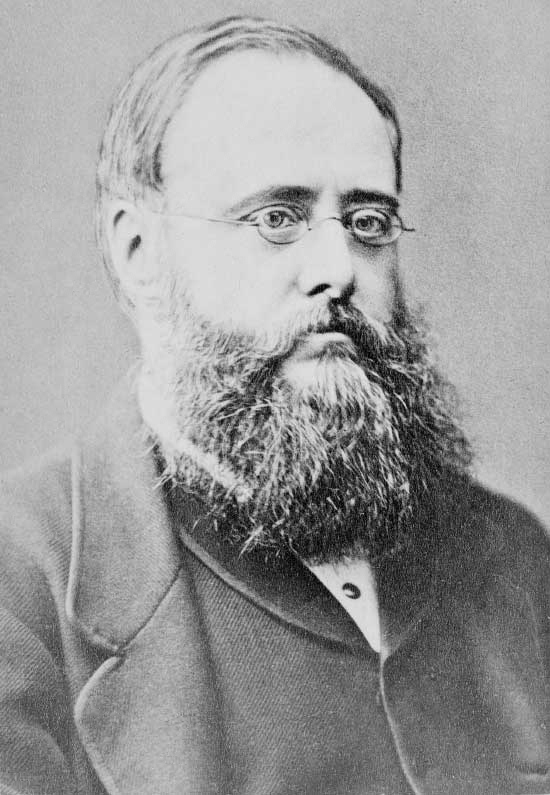
Wilkie Collins

A Wilkie Collins (1824-1889), a veces referido como el "abuelo de la ficción detectivesca inglesa", se le atribuye la primera gran novela de misterio, The Woman in White (La dama de blanco), así como otras destacadas obras.
Thomas Stearns Eliot dijo sobre la novela The Moonstone (La piedra lunar) de Collins, "el primero, el más largo, y lo mejor de las novelas de detectives en inglés ... en un género inventado por Collins y no por Poe", y por su parte Dorothy L. Sayers afirmó al respecto: "... probablemente la historia de detectives más fina jamás escrita".
The Moonstone contiene una serie de ideas que establecieron en el género, varias características clásicas de las historias de detectives en el siglo XX:
- Robo o crimen en una Country house.
- "Trabajo interno", crimen u otra acción ilícita cometida por o con ayuda de alguien empleado por la víctima, o por o con ayuda de alguien con fácil y confiado acceso a la víctima.
- "Red herrings" ("arenque ahumado"), pista o indicio para distracción, que resulta no ser relevante para la solución del misterio.
- Participación de investigador experto, profesional, con muy buenos antecedentes y reconocimiento.
- Participación de policía local, torpe y que mucho se equivoca.
- Participación de gran número de sospechosos, que en realidad son inocentes en su mayoría.
- Existencia de un criminal, que resulta ser el "sospechoso menos probable".
- Existencia de un "misterio de cuarto cerrado" ("locked room mystery").
- Existencia de una reconstrucción del crimen.
- Casi al final de la obra, presentación de un giro inesperado en la trama.

#### El caso de Arthur Conan Doyle

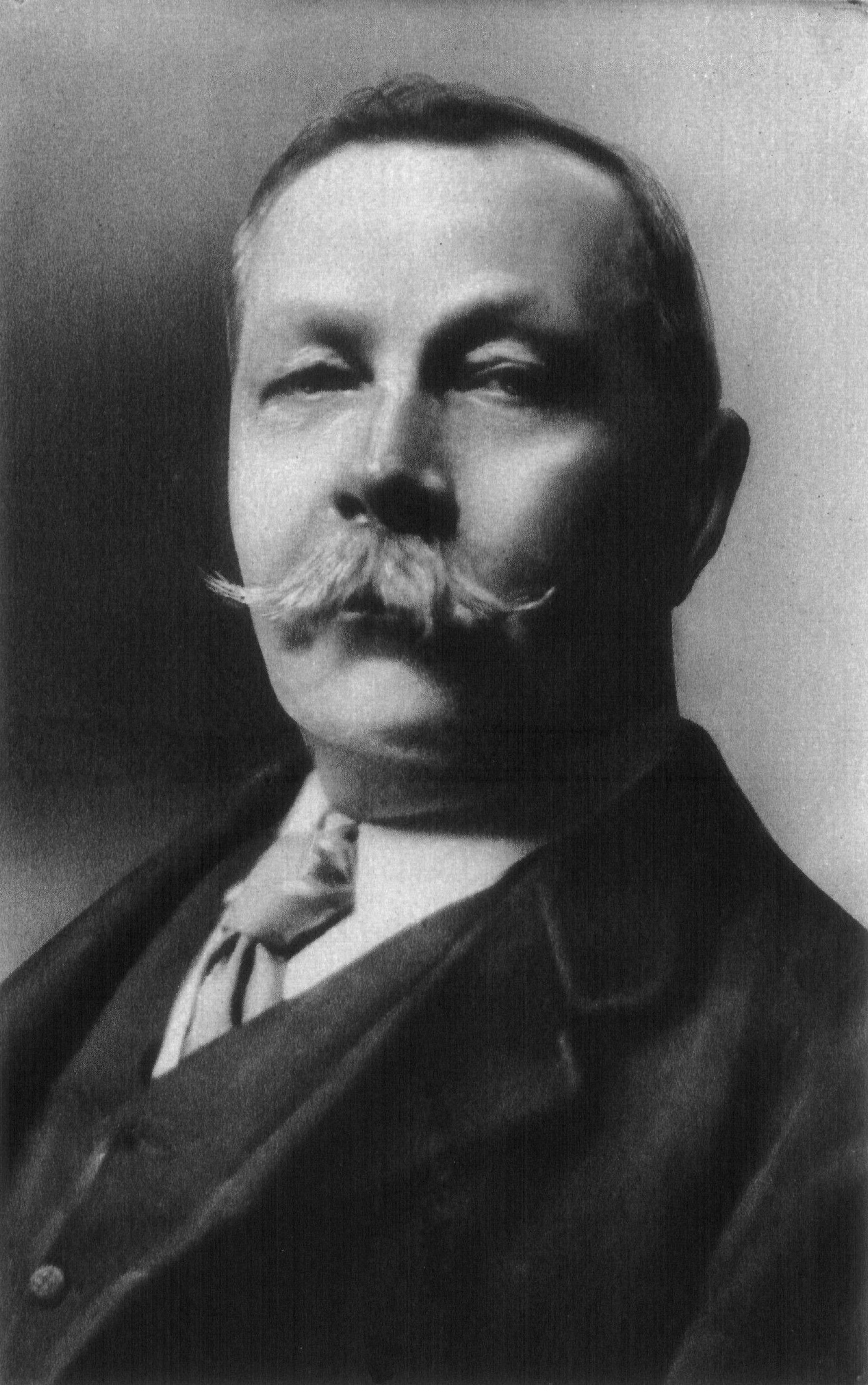
Arthur Conan Doyle

A pesar de que la obra La piedra lunar (1868) se considera generalmente como la verdadera primera novela policial, una serie de críticos sugieren que ese mérito le corresponde a Notting Hill Mystery (1862-1863), escrita bajo el seudónimo "Carlos Félix", que en el tiempo es un poco anterior, y primera novela en usar técnicas claras que más tarde definirían el correspondiente género literario.
En 1952, William Buckler identificó al autor de dicha novela como Charles Warren Adams, y en el año 2011, el investigador norteamericano Paul Collins encontró una serie de evidencias que confirman el reclamo en este sentido en su momento hecho por Buckler.
Unos años más tarde, en 1887, Arthur Conan Doyle creó el personaje Sherlock Holmes, el más famoso detective en la ficción. Aunque Sherlock Holmes no pueda ser señalado como el primer detective de ficción o sin influencia de otras obras anteriores (notoriamente este escritor recibió influencias de Edgar Poe a través del personaje C. Auguste Dupin, así como de Émile Gaboriau con el personaje Monsieur Lecoq), el nombre de Holmes se ha hecho proverbio y paradigma en la temática.
En su momento Conan Doyle declaró que el carácter y el perfil de Holmes estuvo inspirado por el doctor Joseph Bell, para quien Doyle oportunamente trabajó como empleado en la Edinburgh Royal Infirmary (Enfermería Real de Edimburgo). En efecto, tal como lo haría Holmes en la ficción, Joseph Bell se destacaba por realizar importantes conclusiones a partir de observaciones secundarias y aparentemente intrascendentes o menores.
Holmes es mundialmente conocido por su brillantez intelectual así como por su astucia, su poder de observación, su razonamiento deductivo, su conocimiento forense, sus habilidades para solucionar difíciles casos legales.
Conan Doyle escribió cuatro novelas y cincuenta y seis historias cortas con el personaje Holmes, y casi todas estas obras son relatadas por el amigo de Holmes, su ayudante y biógrafo, el Dr. John H. Watson.

## Las novelas de detectives de la edad de oro

### El caso de Agatha Christie

Agatha Christie

El período de los años 1920 y 1930 se conoce generalmente como la «Edad de oro de la ficción detectivesca». Durante este período, surgieron una serie de escritores muy populares, en su mayoría británicos, pero acompañados también por notables escritores norteamericanos del género. Las escritoras son una parte importante de esos autores del llamado «Siglo de oro», y entre ellas corresponde señalar especialmente a Agatha Christie.
Cuatro escritoras de ese tiempo son consideradas como las «Reinas de la delincuencia»: la mencionada Agatha Christie en primer lugar, Dorothy L. Sayers, Ngaio Marsh, y Margery Allingham. Y excluyendo a Ngaio Marsh (que nació en Nueva Zelanda), las restantes eran todas británicas.
Varias convenciones del género policial fueron normalizadas durante esta «Edad de oro». Y en 1929, algunas de estas normas fueron codificadas por el escritor Ronald Knox en su «Decálogo de las reglas de la ficción detectivesca», en donde se recomendaba como una importante cuestión «evitar en la ficción los elementos de origen sobrenatural». Las citadas convenciones estaban destinadas a garantizar, en palabras de Knox, que una historia de detectives «tuviera como principal interés la investigación de un misterio, cuyos elementos se expusieran con claridad al lector en una etapa temprana del desarrollo de la trama, y cuya naturaleza estuviera orientada a despertar la curiosidad del lector, y hacia el final de la obra, satisfaciéndolo plenamente con el desenlace».
En las historias de detectives de la «Edad de oro», un extraño, a veces un investigador asalariado o un oficial de policía, pero a menudo un aficionado con talento, es quien investiga un asesinato cometido en un entorno cerrado o al menos bien delimitado, buscando al culpable dentro de un conjunto limitado de sospechosos.
El subgénero más extendido de la novela detectivesca, se convirtió en la novela policíaca (o whodunit), donde un gran ingenio debe ser puesto en obra, narrando los detalles del crimen, usualmente un homicidio,
y donde la subsecuente investigación no deja en evidencia al criminal hasta casi el fin de la historia, momento en el que se identifica al culpable y se dan las explicaciones finales.
Según los estudiosos Carole Kismaric y Marvi Heiferman, la «Edad de oro» de la ficción detectivesca comenzó con los detectives aficionados de alto vuelo, olfateando o intuyendo asesinos que acechan en jardines de rosas, o por caminos rurales, o en pueblos pintorescos. Y muchas convenciones del género policial-ficción se desarrolló en ese tiempo, de la mano de muchos escritores quienes en muchos casos evolucionaron de artistas populistas a poetas respetados, y haciendo camino con historias de misterios.
Muchos de los libros más populares de esa «Edad de oro», fueron escritos por Agatha Christie, que produjo una larga serie de libros con aventuras de sus detectives Hércules Poirot y Miss Marple, entre otros, y donde por lo general se presentaba un complejo rompecabezas que el lector debía desentrañar. Por su parte, otros famosos detectives son: Lord Peter Wimsey de la escritora Dorothy L. Sayers, y Philo Vance del autor norteamericano S.S. Van Dine.
Las novelas de Christie incluyen conocidos títulos como Asesinato en el Orient Express, El asesinato de Roger Ackroyd, o Diez negritos.
El «enigma-rompecabeza» se llevó aún más lejos, desarrollando tramas ingeniosas y aparentemente imposibles, con John Dickson Carr, quien es considerado como el maestro del «misterio de la habitación cerrada».
Y también con Cecil Street y con el detective Dr. Priestley (especialista en procedimientos técnicos), de John Rhode.
Paralelamente en Estados Unidos, la novela negra fue adoptada y ampliamente desarrollada por Rex Stout y Ellery Queen, entre otros.
El énfasis en las reglas formales durante la «Edad de oro», produjo una variedad de reacciones y de resultados. La mayoría de los escritores se contentaban con seguir las reglas al pie de la letra, aunque en ciertos casos, algunos pisoteaban algunas normas, mientras que otros explotaban las convenciones y las llevaban al extremo, para así producir resultados nuevos y sorprendentes.

## Las novelas de detectives privados
Martin Hewitt, creado por el autor británico Arthur Morrison en 1894, da quizás el primer ejemplo en la literatura del perfil moderno de un detective privado.
En la década de 1920, Al Capone y la mafia por su parte inspiraron no solamente miedo y reserva en la población, sino también curiosidad por ese mundo subterráneo de delincuencia y de negocios turbios con impronta italiana/siciliana. Y es así que revistas populares en formato pulp tales como Black Mask (en español Máscara Negra) supieron capitalizar este interés del público, y autores tales como Carroll John Daly allí publicaron historias violentas centradas en el desorden, la prepotencia, y la injusticia que rodea la vida y las acciones de los criminales-mafiosos, y no únicamente planteando en detalle las circunstancias de sus crímenes.
Desde dentro de este ambiente literario surgieron muchas historias y novelas sobre detectives privados, también conocidos como investigadores privados (o IP). Estas historias a menudo se enfocaban en las limitaciones de la justicia de la época para procesar y penar a los delincuentes, ya que la misma muchas veces trataba con excesiva prudencia y delicadeza a estas gentes, en lugar de propinarles un trato áspero, duro, exigente.
En la década de 1930, el género ficción detectivesca fue adoptado con entusiasmo por los escritores estadounidenses. Así se desarrolló el perfil duro y con estilo de los detectives surgidos de la imaginación de Dashiell Hammett, Jonathan Latimer, Erle Stanley Gardner, y de varios otros escritores, personajes que exploraban las calles y el ambiente corrupto de los Estados Unidos orientados a defender la ley y el orden. Este especial estilo de novela negra llegó a ser conocido como Hard Boiled, y abarcaba historias con ciertos perfiles que se repetían, sobre todo en gansters (mafiosos), en ladrones, y en víctimas de delitos, describiendo la realidad en un lenguaje severo y elegante, bajo la implacable visión del héroe, el detective de rostro impasible y ojos penetrantes. Este subgénero sin duda constituyó un fenómeno netamente estadounidense.
Precisamente a fines de los años treinta, Raymond Chandler actualizó la forma de actuación de su detective privado Philip Marlowe, presentándolo con una voz más íntima e inexpresiva, y alejándose del estilo de las historias sobre el Agente de la Continental.

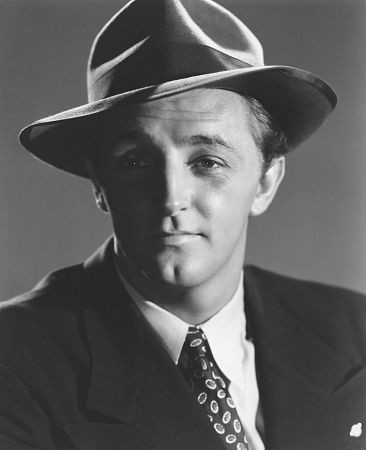
Robert Mitchum (fotografía promocional del actor), uno de quienes interpretaron al personaje Philip Marlowe en el cine, título de la correspondiente película: The Big Sleep.

A pesar de orientarse a trazar una historia, el diálogo cadencioso y las narraciones enigmáticas escritas por Raymond Chandler se prestaban bien para hacer musicales, ya que evocaban callejones oscuros y matones difíciles, así como mujeres ricas y hombres poderosos. Y varias series para televisión y varias películas se hicieron en relación con el personaje Philip Marlowe.
Por su parte, James Hadley Chase escribió algunas novelas utilizando este tipo de personaje como el héroe principal, incluyendo Blonde's Requiem (1945), Lay Her Among the Lilies (1950), y también Figure It Out for Yourself (1950). Los héroes de estas novelas tienen los típicos private eyes, muy similares a los de Philip Marlowe.
Ross Macdonald, seudónimo de Kenneth Millar, actualizó las cosas con el nuevo detective Lew Archer.
Y muchos de los escritores del género detectivesco, hicieron uso de la psicología y de su bella prosa, dando impresión de realismo a través de la violencia, el sexo, y la confrontación, lo que en cierto sentido sin embargo era ilusorio, ya que cualquier private eye real, sometido a una investigación de ficción típica, pronto estaría o muerto o incapacitado.
La película Harper de 1966, dirigida por Jack Smight y protagonizada por Paul Newman como Lew Harper, se basa en la primera historia de este detective, The Moving Target (El blanco móvil, 1949). Y en 1976, Newman vuelve a interpretar ese rol en The Drowning Pool (Con el agua al cuello).
Michael Collins, seudónimo de Dennis Lynds, generalmente se considera el autor que llevó el género a la madurez. Su detective de ficción Dan Fortune, se involucra constantemente en la misma clase de aventuras de David-y-Goliat, que personajes tales como los creados por Dashiell Hammett y Raymond Chandler. Y al respecto Kenneth Millar (seudónimo Ross Macdonald) afirmó: "...pero Collins adoptó una orientación sociológica, explorando el significado de los ambientes característicos en la sociedad, y el impacto que los mismos tenían sobre la gente".
Sin duda las novelas sobre investigadores privados en Estados Unidos, fueron un campo dominado por los hombres, y en el que las autoras rara vez incursionaron, hasta que surgieron Marcia Muller, Sara Paretsky, y Sue Grafton, a fines de los setenta y principios de los ochenta.

## La «novela policíaca» frente a la «historia de detectives invertida»
La mayoría de las historias de detectives siguen la novela policíaca en el formato whodunit. Allí, la delincuencia y el crimen, así como los acontecimientos posteriores a los delitos durante las investigaciones, se presentan para los lectores de una manera amena e interesante, progresivamente proporcionándoles pistas sobre quién podría ser el autor o autores de los ilícitos. Y el esclarecimiento completo de los hechos y de las responsabilidades, solamente se dilucida hacia al final del relato.
En una historia de detectives invertida, el delito en la mayoría de sus facetas y por lo general también la identidad del delincuente (o de los delincuentes), se muestran o se describen al principio de la narración. Y a continuación, la atención se concentra en las investigaciones posteriores y en las distintas actuaciones judiciales y policiales, pues es allí que se orienta la atención de los lectores. El «rompecabezas» presentado a los lectores, o sea, el desafío para los lectores, está en el análisis de pistas y pruebas, así como en el propio interés de las actuaciones judiciales-legales.

## Las historias sobre la policía procesal
Muchas historias de detectives toman a los funcionarios judiciales y a los oficiales de policía como sus personajes principales. Por supuesto, estas historias pueden tener una variedad de presentaciones y formatos, y en muchos casos, los autores tratan de presentar de manera realista las actividades rutinarias tanto de funcionarios judiciales como de policías, quienes con frecuencia manejan más de un caso de forma simultánea.
Así, el verdadero interés del relato y de la presentación se centra en cuestiones tales como las debilidades y las fortalezas de la justicia, las reformas del sistema jurídico, las habilidades de los fiscales y los fallos injustos, entre otras.
Este tipo de relatos define un subgénero de la ficción detectivesca, que se orienta a plantear el día a día de la institución policial y del sistema jurídico, en el curso de la investigación de un crimen.

## Otros subgéneros
Subgénero específico de detectives históricos; consultar Whodunnit histórico para una visión más general y completa.
El primer detective aficionado de ferrocarril, Thorpe Hazell, fue creado por Victor Whitechurch; las historias de este escritor fueron muy seguidas por el público, y admiradas incluso por Ellery Queen y Dorothy L. Sayers, entre otros.
"Cozy mystery" (Misterios acogedores o Misterios Cozy) comenzó en el siglo XX como un subgénero de la ficción criminal o ficción detectivesca, y como una especie de reinvención o de vuelta de tuerca en relación con las novelas policíacas de la edad de oro. En general y contrariamente al estilo "giallo", este tipo de novelas evitan o suavizan las escenas de violencia y suspenso, y con frecuencia cuentan con mujeres detectives aficionadas (amateurs). Además, a veces también se da cabida al humor, y/o a lo que podríamos llamar misterios temáticos (misterios culinarios, misterios animales, etc.).
Otro subgénero de la novela policíaca es el que se ocupa de los asesinos en serie, lo que podría ser considerado como un afloramiento o un surgimiento de la policía procesal.
Así, se difundieron nuevas novelas de misterio, en las que la fuerza policial intenta lidiar con cierto tipo de criminal conocido en la década de los años 1920 como un "maníaco homicida". A esta clase de relatos corresponden las primeras novelas de Philip Macdonald, y también Cat of Many Tails de Ellery Queen. Sin embargo, este tipo de literatura fue mucho más popular después de la acuñación de la expresión "asesino en serie" o "asesino serial" en la década de 1970; un ejemplo es la publicación en 1988 de The Silence of the Lambs (El silencio de los corderos). Estas historias presentan con frecuencia las actividades de varios miembros de una fuerza de policía o agencia de gobierno, en sus esfuerzos para detener a un asesino que selecciona a sus víctimas sobre bases oscuras y/o morbosas; sin duda, estos relatos incorporan mucho más violencia, más suspenso, y también más frustraciones psicológicas y sexuales, que otras literaturas de suspenso.

## Análisis

### Preservación de los secretos de la historia
Incluso si no es con mala intención, publicistas, críticos, estudiosos, aficionados, e incluso personas cercanas al autor, a veces dan detalles a destiempo sobre una obra, o incluso anticipan indebidamente un resumido esclarecimiento de la trama de un relato, por ejemplo como en el caso de I, the Jury (Yo, el jurado), de Mickey Spillane.
Después de los créditos de la película de Billy Wilder titulada Witness for the Prosecution (Testigo de cargo), a los espectadores se les pide que no hablen con nadie sobre la trama de la obra y menos sobre el desenlace, para que así, futuros espectadores también sean capaces de disfrutar plenamente la tensión del desarrollo de la historia y la aclaración final del misterio.
Y estas precauciones o reservas no son para menos. La historia es más disfrutable si el espectador o lector se sorprende con los giros de la trama, y para ello, no debe conocerlos de antemano.

### Plausibilidad y coincidencia
En las series donde interactúan detectives aficionados, frecuentemente se encuentran situaciones en los límites de la verosimilitud.
El perfil de Miss Marple es un ejemplo, lidiando con un estimado de dos asesinatos al año (esto no le ocurre a la gente común y corriente).
Otra situación poco creíble es el lugar de residencia de Jane Marple, el pequeño y tranquilo pueblo de St. Mary Mead, desde donde se observa la depravación humana de nuestra sociedad contemporánea, perfectamente comparable a la que en su tiempo tenían Sodoma y Gomorra (tal como lo señalara oportunamente William L. DeAndrea).
Algo similar puede afirmarse de la heroína de televisión Jessica Fletcher en Murder, She Wrote, quien se enfrenta a cuerpos sin vida donde quiera que va, y a través de los años, los cadáveres se suceden uno tras otro en las calles de Cabot Cove, Maine, donde ella vive, ya que muchos de los asesinatos que Jessica analiza, ocurrieron precisamente en esa ciudad ficticia Cabot Cove.

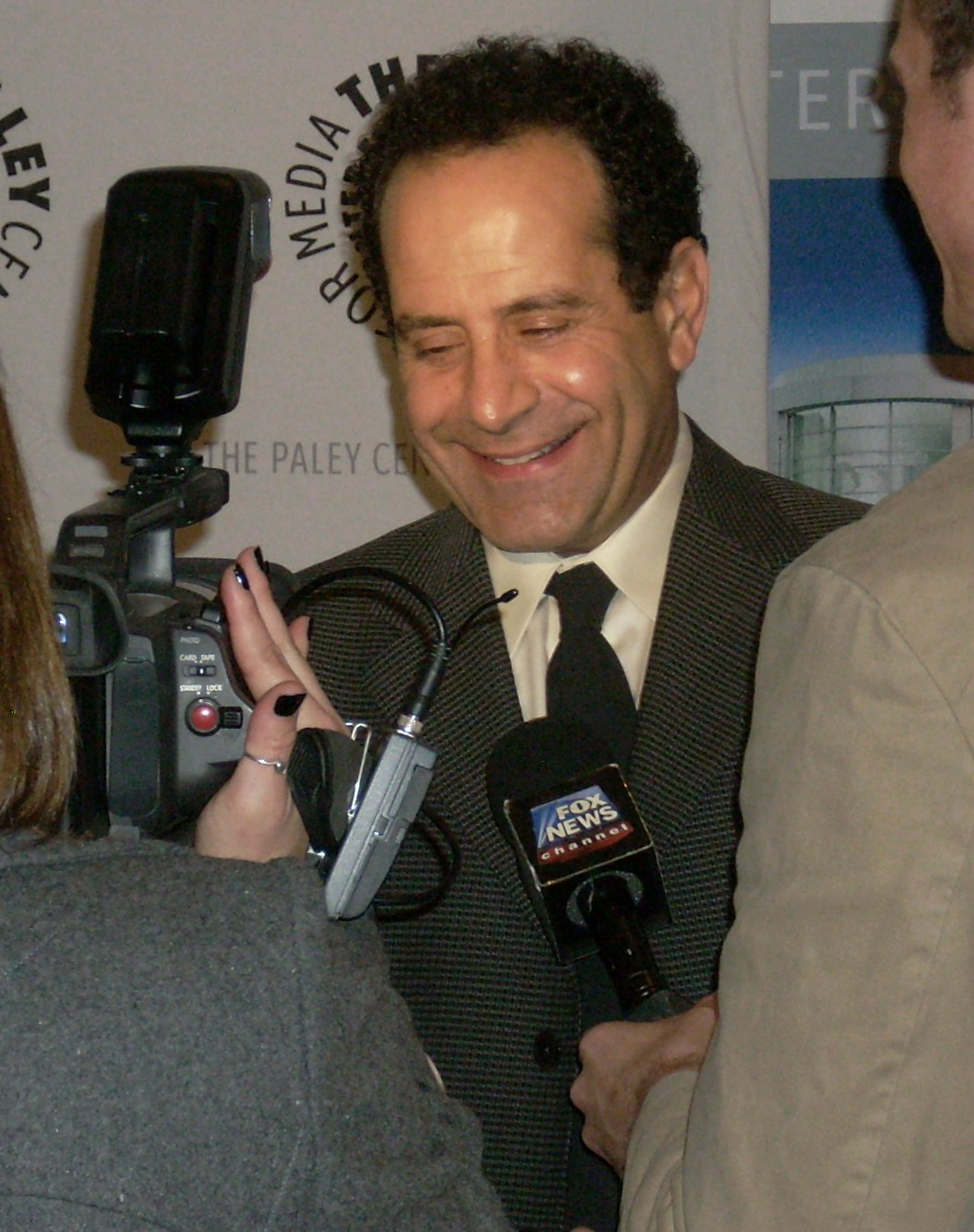
Tony Shalhoub es el actor que interpreta al personaje Adrian Monk.

En la serie de televisión Monk a menudo se burlan de esta frecuencia de inverosímiles. El personaje principal en esta serie, Adrian Monk, repetidamente es acusado de ser un "amuleto de mala suerte" y un "imán de asesinato", como resultado de la frecuencia con la cual sucesos criminales ocurren en su vecindad.
De modo análogo, Kogoro Mori en Detective Conan tiene ese tipo de reputación poco halagüeña. Aunque Mori es en realidad un investigador privado con su propia agencia, la policía intencionalmente nunca lo toma muy en serio cuando lo observa deambulando de una escena de crimen a otra.
El rol y la legitimidad de las poco creíbles coincidencias, frecuentemente ha sido el tópico de acaloradas discusiones, desde que Ronald A. Knox afirmó categóricamente en su sexto mandamiento, que "ninguna situación casual debería ayudar al detective".

### Efectos de la tecnología
El progreso tecnológico también ha hecho muchos argumentos inverosímiles y anticuados. Por ejemplo, el predominio de los teléfonos móviles y los buscapersonas así como de PDAs, ha significativamente alterado las situaciones antes muy peligrosas, en las que tradicionalmente los investigadores podían quedar aislados y a merced de los criminales. Por cierto, algunos autores no han sabido adaptarse a los cambios provocados por la tecnología moderna, mientras que otros, como por ejemplo Carl Hiaasen, sí lo han hecho.
Una táctica que evita esta cuestión del avance tecnológico, se logra con el género policial histórico. Como la interconectividad global hace que el suspenso legítimo sea más difícil de lograr en el tiempo actual, varios escritores, entre ellos Elizabeth Peters, Paul Charles Doherty, Steven Saylor, y Lindsey Davis - han dejado de lado la elaboración de complicadas tramas para la generación de tensión, optando en su lugar, por encuadrar la acción en algún período histórico (principios del siglo XX, siglo XIX, etc.). Esta estrategia obliga al protagonista a desarrollar la investigación en forma más ingeniosa y creativa, ya que en ese contexto sociotemporal carece de las herramientas tecnológicas hoy día disponibles.

### Introducción a las subculturas étnicas y regionales
Especialmente en los Estados Unidos, la ficción detectivesca surgió en la década de 1960, y ganó prominencia en las décadas posteriores, como una forma para los autores de desarrollar historias en diversas subculturas, y orientadas a una audiencia extendida.
Un estudioso escribió acerca de las novelas de detectives de Tony Hillerman, ambientadas en medios nativos de las poblaciones alrededor de Nuevo México: "muchos lectores de América Latina, probablemente han conseguido una visión más clara en relación a la cultura navaja, leyendo antiguas historias de detectives que instruyéndose en libros más recientes".
Otros notables escritores también exploraron las comunidades regionales y étnicas en sus respectivas novelas de detectives, y entre ellos se encuentran:
- Harry Kemelman, cuya serie Rabbi Small afirmó el conservadurismo judío en Massachusetts;
- Walter Mosley , cuyo libro Easy Rawlins profundizó en la comunidad afroamericana de los años 1950, en Los Ángeles;
- Sara Paretsky, cuyo libro V. I. Warshawski exploró y presentó varias subculturas de los alrededores de Chicago.

## Normativas para las historias de detectives
Varios autores han tratado de exponer una especie de lista de "mandamientos sobre detectives" para los posibles autores del género.
Según "Twenty rules for writing detective stories" ("Veinte reglas para escribir historias de detectives"), de S. S. Van Dine (1928): "Una historia de detectives es una especie de juego intelectual. Es más - es casi un evento deportivo - y para escribir buenas historias de detectives, existen leyes muy bien definidas (no escritas tal vez, pero no menos importantes). Estas reglas constituyen una especie de credo, basado en parte en la práctica de todos los grandes escritores de historias de detectives, y en parte en los impulsos de la conciencia interna del autor honesto". Por su parte, en 1929 Ronald Knox escribió un conjunto de diez mandamientos o decálogo. Para conocerlo, consulte la información sobre la edad de oro de la ficción detectivesca.

## Famosos detectives de ficción

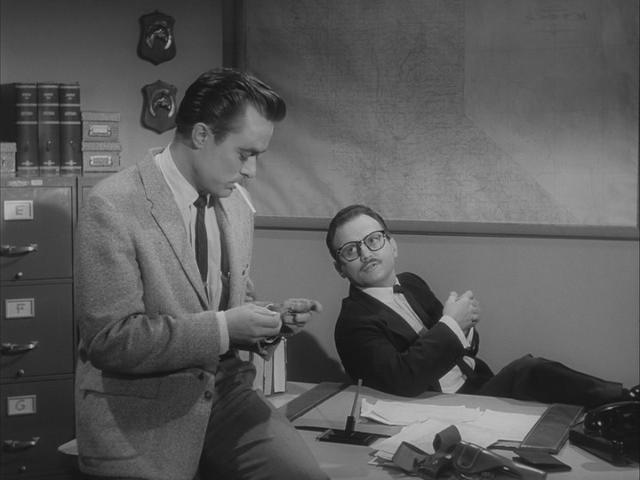
Escena de la película The Little Shop of Horrors.

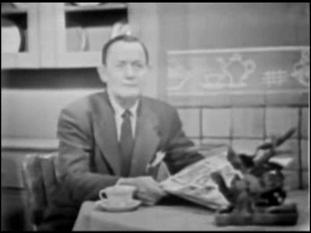
Escena de la serie de televisión Rocky King, Inside Detective.

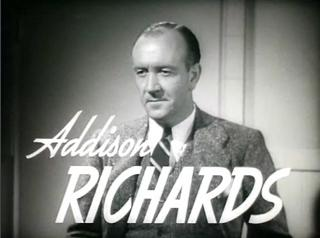
De la película Nick Carter, Master Detective, protagonizada por Addison Richards.

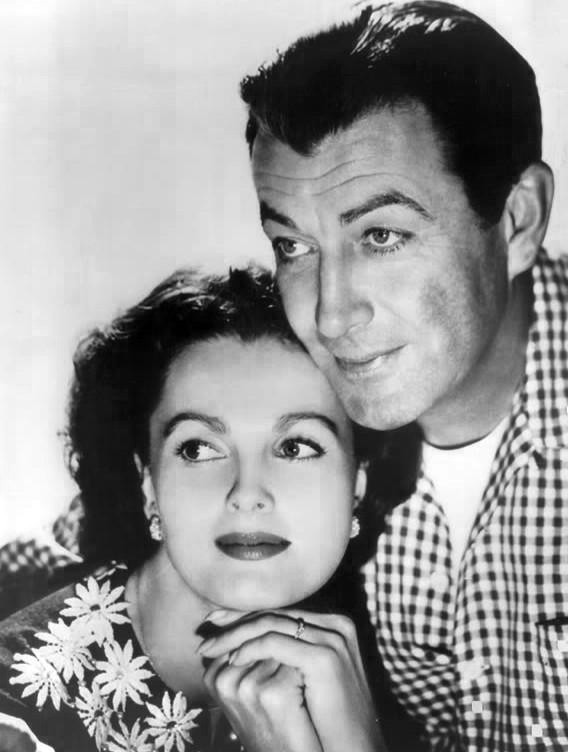
Ursula Thiess y Robert Taylor, en una escena del programa de televisión titulado "The Detectives for a year".

La lista completa de los detectives de ficción es inmensa. Muchos de ellos se adaptan bien a la novela y allí están representados, pero los hay también en muchas series de televisión, así como en el cinematógrafía, y hasta en las historietas.
Por lo general, los detectives de ficción o investigadores de ficción son asimilables a uno de los siguientes cuatro arquetipos:
- el detective aficionado (Miss Marple, Jessica Fletcher, Peter Wimsey);
- el investigador privado (Poirot, Dupin, Holmes, Marlowe, Spade, Magnum, Simon & Simon, Quincy);
- el detective agente de policía (Dalgliesh, Kojak, Morse, Frost, Barnaby, Clouseau, Columbo, Palmu, Arkady Renko);
- los especialistas forenses (Scarpetta, Dr. Edward "Fitz" Fitzgerald -Cracker-, CSI, Dr. Thorndyke, Quincy).

Conocidos detectives de ficción y sus respectivos creadores son:
Grandes detectives (de cuadros oficiales-estatales)
- Sexton Blake - Muchos incluyen Hal Meredeth, John Creasey, Jack Trevor Story y Michael Moorcock
- Leroy "Encyclopedia" Brown – Donald J. Sobol
- Detective Ebenezer Gryce - Anna Katharine Green (Amelia Butterworth Misteries)
- Max Carrados – Ernest Bramah
- Lord Edward Corinth - David Roberts
- Jonathan Creek – David Renwik creador de la serie televisada Jonathan Creek
- Alex Delaware – Jonathan Kellerman
- Nancy Drew – Edward Stratemeyer, Carolyn Keene
- Bulldog Drummond – Sapper
- Erast Fandorin – Boris Akunin
- Gideon Fell – John Dickson Carr
- Jessica Fletcher – Creado por William Link y Richard Levinson para Murder, She Wrote (TV 1984-96)
- The Hardy Boys – Franklin W. Dixon
- Thorpe Hazell – Victor Whitechurch
- Shinichi Kudo – Gosho Aoyama
- Yusaku Kudo - Gosho Aoyama
- Hattori Heiji - Gosho Aoyama
- Patrick Jane - Creado por Bruno Heller para The Mentalist TV series (2008- )
- L Lawliet - Tsugumi Ohba y Takeshi Obata
- Perry Mason – Erle Stanley Gardner
- Travis McGee – John D. MacDonald
- Dr. Lancelot Priestly – John Rhode
- Ellery Queen (personaje) – Ellery Queen
- Violet Strange - Anna Katharine Green
- Dr. John Thorndyke – R. Austin Freeman
- Philip Trent - Edmund Clerihew Bentley
- Professor Augustus S. F. X. Van Dusen - Jacques Futrelle
- Lord Peter Wimsey – Dorothy L. Sayers

Investigadores privados (completo listado en inglés)
- Chevalier Auguste Dupin – Edgar Allan Poe
- Jonathan Ames - Jonathan Ames en la serie de televisión Bored to Death
- Angelus/Angel – Creado por Joss Whedon para Angel (serie de televisión) (1999-2004)
- Lew Archer – Ross Macdonald
- Byomkesh Bakshi – Sharadindu Bandyopadhyay
- Vincent Calvino – Christopher G. Moore
- Elvis Cole – Robert Crais
- The Continental Op – Dashiell Hammett
- Carland Cross – Creado por Michel Oleffe y Olivier Grenson para Carland Cross (serie de televisión) (1996)
- Tim Diamond – Anthony Horowitz
- Feluda – Satyajit Ray
- Dirk Gently - Douglas Adams
- Colonel Wyckham Gore - Lynn Brock
- Cordelia Gray - P.D. James
- Mike Hammer – Mickey Spillane
- Sherlock Holmes – Sir Arthur Conan Doyle
- Laura Holt – Creado por Robert Butler y Michael Gleason para Remington Steele TV series (1982-87)
- Thomas Magnum – Creado por Donald P. Bellisario y Glen A. Larson para Magnum, P.I. TV series (1980-88)
- Philip Marlowe – Raymond Chandler
- Kinsey Millhone – Sue Grafton
- Adrian Monk – Creado por Andy Breckman para Monk (serie de televisión) (2002-09)
- Richard Moore - Gosho Aoyama
- Charlie Parker – John Connolly
- Hércules Poirot – Agatha Christie
- Solar Pons - August Derleth
- Easy Rawlins – Walter Mosley
- Jim Rockford – Creado por Roy Huggins y Stephen J. Cannell para The Rockford Files TV series (1974-80)
- Michael Shayne – Brett Halliday
- Miss Silver – Patricia Wentworth
- A.J. and Rick Simon - Creado por Philip DeGuere para Simon & Simon TV series (1981-89)
- Sam Spade – Dashiell Hammett
- Shawn Spencer – Creado por Steve Franks para Psych (serie de televisión) (2006- )
- Spenser – Robert B. Parker
- John Taylor - Simon R. Green
- Amos Walker — Loren D. Estleman
- V.I. Warshawski – Sara Paretsky
- Nero Wolfe – Rex Stout
- Pepe Carvalho – Manuel Vázquez Montalbán
- Shuichi Saihara – Creado por Spike Chunsoft para Danganronpa V3: Killing Harmony (2017)

Detectives-policía (completo listado en inglés)

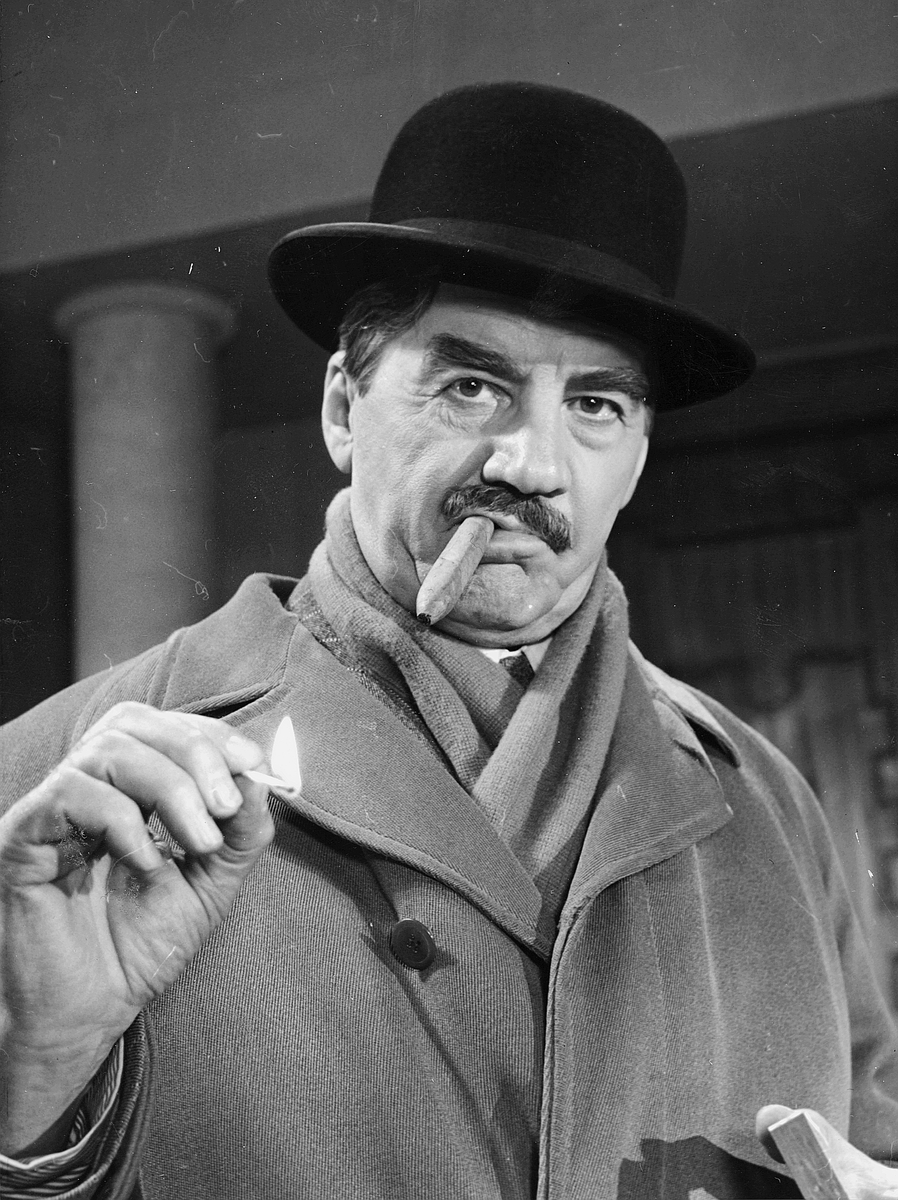
El Comisario Frans J. Palmu, interpretado por Joel Rinne.

- 87th Precinct detectives - Ed McBain
- Roderick Alleyn – Ngaio Marsh
- Inspector Alan Banks – Peter Robinson
- Tom Barnaby – Caroline Graham
- Martin Beck – Maj Sjöwall y Per Wahlöö
- Detective Kate Beckett – Andrew W. Marlowe
- Detective Mick Belker - Hill Street Blues
- Harry Bosch – Michael Connelly
- Detective Lennie Briscoe – Dick Wolf
- Charlie Chan – Earl Derr Biggers
- Inspector Clouseau – William Blake Edwards en Pink Panther
- Columbo – Creado por William Link y Richard Levinson
- Sergeant Cuff - Wilkie Collins, The Moonstone
- Sonny Crockett – Miami Vice
- Adam Dalgliesh – P. D. James
- Peter Diamond - Peter Lovesey
- Kurt Wallander – Henning Mankell* Colonel Faridi - Ibn-e-Safi
- DCS Christopher Foyle – Foyle's War
- Inspector French – Freeman Wills Crofts
- Joe Friday
- George Gideon – John Creasey
- Det. Bobby Goren – Law & Order: Criminal Intent
- Ebenezer Gryce - Anna Katharine Green
- Captain Hameed - Ibn-e-Safi
- Det. Alexandra Eames – Law & Order: Criminal Intent
- Det. Elliot Stabler – Law & Order: Special Victims Unit
- Det. Olivia Benson – Law & Order: Special Victims Unit
- Det. Fin Tutuola – Law & Order: Special Victims Unit
- Det. John Munch – Homicide: Life on the Street & Law & Order: Special Victims Unit
- Nick Amaro – Law & Order: Special Victims Unit
- Amanda Rollins  – Law & Order: Special Victims Unit
- Adjutant Detective Henk Grijpstra and Detective Sergeant Rinus de Gier - Janwillem van de Wetering
- Chief Inspector Heat - Joseph Conrad, The Secret Agent
- Chief Inspector Japp – Agatha Christie
- Inspector Javert - Victor Hugo
- Lt. Theo Kojak – Kojak (protagonizado por Telly Savalas)
- Inspector Lestrade – Sir Arthur Conan Doyle
- Inspector Karl Lohmann – Fritz Lang
- Sarah Lund - The Killing
- Thomas Lynley – The Inspector Lynley Mysteries
- Vic Mackey – The Shield
- Jules Maigret – Georges Simenon
- Comisario Montalbano – Andrea Camilleri
- Inspector Morse – Colin Dexter
- Inspector Lewis – Colin Dexter
- Comisario Palmu – Mika Waltari
- Frank Pembleton - Homicide: Life on the Street
- Cole Phelps - L.A. Noire
- Inspector Rebus – Ian Rankin
- Jackie Reid - Creado por Glenn Chandler para Taggart TV series (1983-2010)
- Arkady Renko - Martin Cruz Smith
- Charlie Resnick – John Harvey
- Robbie Ross - Creado por Glenn Chandler para Taggart TV series (1983-2010)
- Andy Sipowicz - NYPD Blue
- Jesse Stone – Robert B. Parker
- Jim Taggart - Creado por Glenn Chandler para Taggart TV series (1983-2010)
- Jane Tennison – Prime Suspect (UK TV series)
- Dick Tracy - Chester Gould
- Commissaris Simon "Piet" van der Valk - Van der Valk
- Van Veeteren – Håkan Nesser
- Martin Vrenko – Avgust Demšar
- Hernández y Fernández – Hergé

Detectives aficionados
- Roger Sheringham - Anthony Berkeley
- Miss Marple – Agatha Christie
- Philo Vance - S.S. Van Dine (seudónimo de Willard Huntington Wright)

Especialistas forenses
- Temperance Brennan – Bones
- Eddie "Fitz" Fitzgerald - Cracker
- Catherine Willows - CSI: Crime Scene Investigation
- Gil Grissom – CSI: Crime Scene Investigation
- Raymond Langston – CSI: Crime Scene Investigation
- Donald "Ducky" Mallard – N.C.I.S.
- Abby Scuito - N.C.I.S.
- Quincy – Quincy, M.E.
- Elizabeth Rodgers – Law & Order
- Kay Scarpetta – Patricia Cornwell
- Mac Taylor – CSI: NY
- Stella Bonasera - CSI: NY
- Jo Danville - CSI: NY
- Calleigh Duquesne - CSI: Miami
- Horatio Caine - CSI: Miami
- Dr. Thorndyke – R. Austin Freeman

Detectives que son monjes o sacerdotes católicos
- Padre Brown – G. K. Chesterton (también llamado el príncipe de las paradojas)
- Hermano Cadfael – Edith Pargeter
- Hermana Fidelma – Peter Tremayne
- Father Frank Dowling - Father Dowling Mysteries
- Padre John Blackwood "Blackie" Ryan – Andrew Greeley
- Teniente William Kinderman – William Peter Blatty
- Guillermo de Baskerville – Umberto Eco
- Matthew Bartholomew – Susanna Gregory
- Segismundo – Elizabeth Eyre

Agentes de gobierno
- Alex Cross – James Patterson
- Agent Dale Cooper – Twin Peaks
- Fox Mulder and Dana Scully – The X-Files
- Francis York Morgan - Deadly Premonition
- Imran/X-2 - Ibn-e-Safi

Otros casos
- Simon Templar, a.k.a. "El Santo" – Leslie Charteris
- Batman, a.k.a. Bruce Wayne – Bob Kane & Bill Finger
- Karel "Carl" Kolchak – Jeffrey Grant Rice
- L Lawliet – Tsugumi Ohba y Takeshi Obata
- Ben Matlock – Dean Hargrove
- Detective Chimp – DC Comics
- Naoto Shirogane- Persona 4
- Hershel Layton - Professor Layton series (Nintendo)

Personajes para lectores jóvenes
- Trixie Belden
- The Boxcar Children
- Inspector Gadget
- Ginny Gordon
- The Three Investigators
- The Happy Hollisters
- Inspector Rex
- Roman Mysteries
- Scooby Doo

Detectives históricos
- Hermano Cadfael – Edith Pargeter (alias Ellis Peters)
- Judge Dee – Robert van Gulik
- Hermana Fidelma – Peter Tremayne
- Gordianus the Finder – Steven Saylor
- Marcus Didius Falco – Lindsey Davis
- Li Kao – Barry Hughart
- Matthew Bartholomew – Susanna Gregory
- Segismundo – Elizabeth Eyre

Detectives de ciencia ficción y de fantasía
- Elijah Baley – Isaac Asimov
- Dr. Phil D'Amato – Paul Levinson
- Lord Darcy – Randall Garrett
- Rick Deckard – Philip K. Dick Do Androids Dream of Electric Sheep?
- Harry Dresden – Jim Butcher, The Dresden Files
- Garrett – Glen Cook
- Dirk Gently – Douglas Adams
- Gil Hamilton – Larry Niven
- Takeshi Kovacs – Richard Morgan
- Thursday Next – Jasper Fforde
- Sam Vimes – Terry Pratchett
- Miles Vorkosigan – Lois McMaster Bujold
- Batman